# Инверз (математика)
У математици, појам инверзног елемента представља уопштење појмова негације, у односу на сабирање, и реципрочности, у односу на множење. Интуитивно, инверз може да поништи ефекат комбинације неког елемента са другим датим елементом.

## Формална дефиниција
Нека је {\displaystyle S} скуп са бинарном операцијом {\displaystyle *}. Ако је {\displaystyle e} неутрални елемент за {\displaystyle (S,*)} и {\displaystyle a*b=e}, онда је {\displaystyle a} леви инверз од {\displaystyle b} а {\displaystyle b} је десни инверз од {\displaystyle a}. Ако је елемент {\displaystyle x} уједно и леви и десни инверз од {\displaystyle y}, онда се {\displaystyle x} назива двостраним инверзом, или просто инверзом, од {\displaystyle y}. Елемент који има двострани инверз у {\displaystyle S} се назива инвертибилним у {\displaystyle S}. Елемент који има инверз само са једне стране је лево инвертибилан, или десно инвертибилан. 
Као што је за {\displaystyle (S,*)} могуће да има више левих идентитета или више десних идентитета, могуће је да елемент има више левих инверза или више десних инверза (али треба имати у виду да њихова горња дефиниција користи двострани идентитет, {\displaystyle e}). Елемент може чак да има више левих инверза и више десних инверза.
Ако је операција {\displaystyle *} асоцијативна, онда ако елемент има и леви и десни инверз, они су једнаки и јединствени. У овом случају, скуп (лево и десно) инвертибилних елемената је група која се назива групом јединица од {\displaystyle S}, у ознаци {\displaystyle U(S)} или {\displaystyle S^{*}}.

## Рачунање
Сваки реалан број {\displaystyle x} има адитивни инверз (инверз у односу на сабирање) једнак {\displaystyle -x}. Сваки реалан број различит од нуле, {\displaystyle x} има мултипликативни инверз (инверз у односу на множење) једнак {\displaystyle {\frac {1}{x}}}. Нула нема мултипликативни инверз.
Функција {\displaystyle g} је леви (или десни) инверз функције {\displaystyle f} (за композицију функција), ако и само ако је {\displaystyle gof} (или {\displaystyle fog}) функција идентитета на домену (или кодомену) функције {\displaystyle f}.
Квадратна матрица {\displaystyle M} са елементима из поља {\displaystyle K} је инвертибилна (у скупу свих квадратних матрица исте димензије, у односу на множење матрица) ако и само ако је њена детерминанта различита од нуле. Ако је детерминанта матрице {\displaystyle M} једнака нули, немогуће је да та матрица има једнострани инверз; стога постојање левог инверза имплицира постојање десног (и обратно). Види инвертибилна матрица за детаљнији опис.
Општије, квадратна матрица над комутативним прстеном {\displaystyle R} је инвертибилна ако и само ако је ењна детерминанта инвертибилна у {\displaystyle R}.
Неквадратне матрице пуног ранга имају једностране инверзе:
- За {\displaystyle A:m\times n\mid m>n} постоји леви инверз: {\displaystyle \underbrace {(A^{T}A)^{-1}A^{T}} _{A_{\text{left}}^{-1}}A=I_{n}}
- За {\displaystyle A:m\times n\mid m<n} постоји десни инверз: {\displaystyle A\underbrace {A^{T}(AA^{T})^{-1}} _{A_{\text{right}}^{-1}}=I_{m}}

Ниједна матрица која није пуног ранга нема било какав (ни једнострани) инверз. Међутим, Мур-Пенроузов псеудоинверз постоји за све матрице, и поклапа се са левим или десним (или двостраним) инверзом ако он постоји.

## Пример
{\displaystyle A:2\times 3={\begin{bmatrix}1&2&3\\4&5&6\end{bmatrix}}}

Дакле, како је {\displaystyle m<n}, постоји десни инверз. {\displaystyle A_{desni}^{-1}=A^{T}(AA^{T})^{-1}}

{\displaystyle AA^{T}={\begin{bmatrix}1&2&3\\4&5&6\end{bmatrix}}\cdot {\begin{bmatrix}1&4\\2&5\\3&6\end{bmatrix}}={\begin{bmatrix}14&32\\32&77\end{bmatrix}}}
{\displaystyle (AA^{T})^{-1}={\begin{bmatrix}14&32\\32&77\end{bmatrix}}^{-1}={\frac {1}{54}}{\begin{bmatrix}77&-32\\-32&14\end{bmatrix}}}
{\displaystyle A^{T}(AA^{T})^{-1}={\frac {1}{54}}{\begin{bmatrix}1&4\\2&5\\3&6\end{bmatrix}}\cdot {\begin{bmatrix}77&-32\\-32&14\end{bmatrix}}={\frac {1}{18}}{\begin{bmatrix}-17&8\\-2&2\\13&-4\end{bmatrix}}=A_{desni}^{-1}}
Леви инверз не постоји, јер {\displaystyle A^{T}A={\begin{bmatrix}1&4\\2&5\\3&6\end{bmatrix}}\cdot {\begin{bmatrix}1&2&3\\4&5&6\end{bmatrix}}={\begin{bmatrix}17&22&27\\22&29&36\\27&36&45\end{bmatrix}}}, што је сингуларна матрица, која не може да се инвертује.